# Malromé

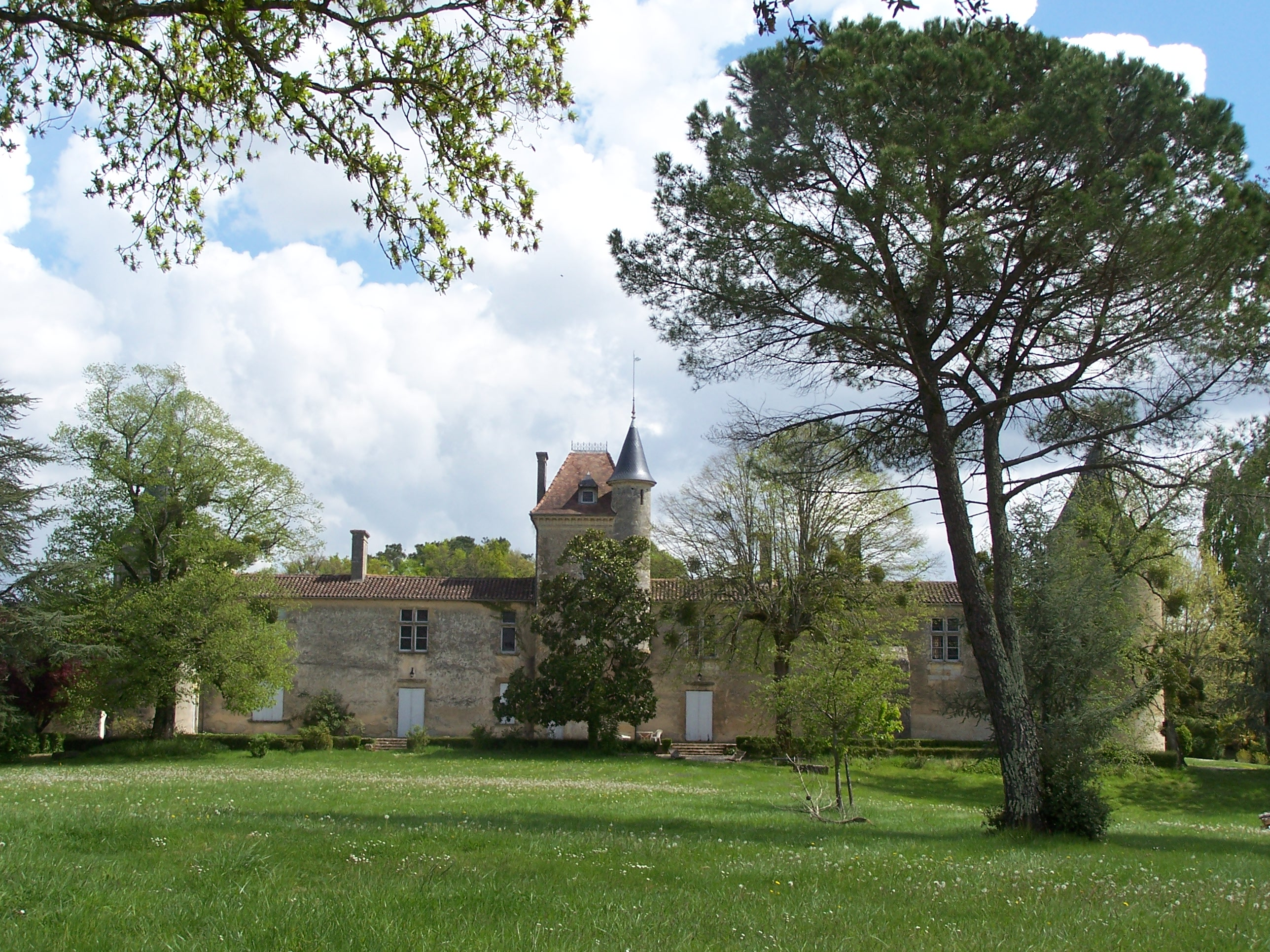
Château Malromé

Malromé är ett franskt slott i närheten av Bordeaux. Slottet fick begynnelsen till sitt nuvarande utseende under andra hälften av 1700-talet, men äldre byggnader hade funnits på platsen tidigare.

## Läge
Slottet Malromé ligger söder om Gironde i regionen Entre-Deux-Mers, mellan de två floderna Dordogne och Garonne. Malromé omges av fält, skogar och vingårdar  i kommunen Saint-André-du-Bois, bland andra stora slott.

## Historia
Den första registrerade förekomsten av gården går tillbaka till 1500-talet. 
Familjen Lancre förblir ägare till egendomen under tvåhundra år. År 1780 överlåts slottet till Catherine de Forcade, och då får det namnet Malromé.
År 1847 överlämnades slottet till Jean de Forcade, ordförande i statsrådet under Napoléon III:s regeringstid, och hans halvbror, Marechal av Saint-Arnaud, guvernör i Paris och krigsminister. De restaurerade slottet i stil med Viollet-le-Duc.
År 1883 förvärvade grevinnan Adèle från Toulouse-Lautrec Malromé-slottet tillsammans med de omkringliggande 34 hektar vingårdarna från änkan i Forcade la Roquette. Grevinnan använde sin hemgift för att göra detta förvärv, för att leva borta från sin man, greve Alphonse de Toulouse-Lautrec, som var besatt av jakt och ridning.
Hennes son, Henri de Toulouse-Lautrec, besökte ofta slottet. Det var här han dog, 9 september 1901.
År 1984 öppnades slottet för besökare för första gången tack vare André Sagne, en industriman från La Réole. Han utförde omfattande renoveringsarbeten, särskilt i västra flygeln. 2013 förvärvade familjen Huynh Château Malromé och dess 43 hektar vinodlingar.

## Renovering av vintillverkningen
De första arbetena 2013 syftade till att renovera kärlhuset för att genomföra skörden 2014 under de bästa förhållandena. Betongkaren renoverades och en ny skördemottagning anlades. Mycket av den befintliga utrustningen byttes ut för att uppfylla modern teknisk standard.